# Masinloc
Manlocationes es un municipio filipino de primera categoría, situado en la parte sur de la isla de Luzón. Forma parte del Segundo Distrito Electoral de la provincia de Zambales situada en la Región Administrativa de Luzón Central.

## Geografía
Masinloc se sitúa al norte de la provincia. El Bajo de Masinloc, reivindicado por la República de China y ocupado por la República Popular de China, forma parte del municipio.
Su término linda la norte con el municipio de Santa Cruz; al sur con el de Palauig; al este con la provincia de Tarlac, municipio de Mayantoc; y al oeste con el mar de la China Meridional.

### Barangays
El municipio  de Masinloc se divide, a los efectos administrativos, en 13 barangayes o barrios, conforme a la siguiente relación:
| - Baloganon - Bamban - Bani - Collat | - Inhobol - Norte de Masiloc (Población) - San Lorenzo | - San Salvador - Santa Rita - Santo Rosario | - Sur de Masiloc (Población) - Taltal - Tapuac |  |